# Jules Bonnot
Jules Joseph Bonnot (Pont-de-Roide, 14 ottobre 1876 – Nogent-sur-Marne, 28 aprile 1912) è stato un anarchico  e fuorilegge francese, leader della Banda Bonnot.

## Biografia
Bonnot ha un'infanzia dolorosa: perde infatti la madre a soli cinque anni ed il fratello, morto suicida. Il padre lo alleva da solo. Dopo una carriera scolastica non brillante, inizia a lavorare a quattordici anni, facendo lavoretti di apprendistato in vari posti (comprese alcune officine), trovandosi spesso in conflitto con i suoi datori di lavoro. La prima condanna arriva a sedici anni per aver pescato di frodo e la seconda a diciassette per aver scatenato una rissa in una balera. Nel 1901 si sposa con una giovane donna, e per un periodo abbandona scioperi e attività politica, per dedicarsi alla famiglia. Bonnot e consorte partono per Ginevra, dopo pochi mesi dalla coppia nacque una figlia, Emilie, che però morì dopo pochi giorni. Dopo la morte della figlia si dedica nuovamente alla propaganda anarchica, suscitando così le attenzioni del governo svizzero, che lo espelle insieme alla moglie.
I coniugi si stabiliscono a Lione, dove Jules trova lavoro in un'officina specializzata, grazie alla sua buona manualità in campo di motori. A febbraio del 1904 dalla coppia nacque un secondo figlio, fatto che comunque non distolse Bonnot dal suo attivismo politico. Anche a Lione si diffonde presto la sua fama di "agitatore e persona pericolosa", ed è costretto ad un nuovo trasloco. A Saint-Étienne, dall'ottobre 1905 ad aprile 1906, è meccanico in una ditta importante della città. La moglie di Bonnot viene presa come segretaria presso la Confédération générale du travail, sindacato operaio cui Bonnot è molto legato. La moglie poco dopo si innamora di un sindacalista, Besson, che aveva temporaneamente ospitato in casa i due coniugi e che la fa scappare insieme a lui e al figlio in Svizzera, lontana dal marito Jules.
Dopo aver mandato alcune lettere disperate alla moglie per convincerla a tornare, Bonnot rimane disoccupato e, insieme ad altri disoccupati, reclutati principalmente tra gli "illegalisti" simpatizzanti della rivista L'Anarchie, tra cui Raymond Callemin, forma la "Banda Bonnot", una banda di rapinatori che deruba le banche e i ricchi borghesi. Tra il 1906 ed il 1907 si esercita nello scassinamento delle casseforti. Diventa abilissimo e, dopo pochi anni, nel 1910, si reca a Londra dove lavora in qualità d'autista al servizio di Arthur Conan Doyle. Parla spesso con Conan Doyle e a volte fa trasparire la sua ammirazione per Marius Jacob, noto anarchico francese ed espertissimo ladro. Morì a seguito di uno scontro a fuoco con la polizia avvenuto a Choisy-le-Roi il 28 aprile 1912. Jules Bonnot è stato il primo ladro ad usare l'automobile per i suoi furti, ritenendola di importanza fondamentale, al punto da considerarla una vera e propria arma.

## Cinema, musica e narrativa
- Alla vita di Bonnot sono ispirati il film La banda Bonnot, diretto da Philippe Fourastié nel 1969, con l'attore francese Bruno Cremer nel ruolo dell'anarchico Bonnot, il romanzo di Pino Cacucci In ogni caso nessun rimorso (1994) il graphic novel In segno di sfida. Storia anarchica della banda Bonnot.